# Парцијални извод
У математици, парцијални извод функције са неколико променљивих је њен извод по једној од тих променљивих, док се друге држе константним (за разлику од тоталног извода, у коме је свим променљивама дозвољено да варирају). Парцијални изводи се користе у векторском калкулусу и диференцијалној геометрији.
Ако постоје коначне граничне вредности количника прираштаја функције {\displaystyle f(x,y,\dots )} у тачки {\displaystyle P(x,y,\dots )} са одговарајућим прираштајима независно променљивих такве да теже нули, тада се те граничне вредности називају парцијалним изводима функције {\displaystyle f(x,y,\dots )} у тачки {\displaystyle P(x,y,\dots )}.
Парцијални дериват функције {\displaystyle f(x,y,\dots )} по променљивој {\displaystyle x} се различито означава са
{\displaystyle f_{x}^{\prime },\ f_{x},\ \partial _{x}f,\ D_{x}f,\ D_{1}f,\ {\frac {\partial }{\partial x}}f,{\text{ or }}{\frac {\partial f}{\partial x}}.}
Понекад, ако је {\displaystyle z=f(x,y,\dots ),} парцијални извод {\displaystyle z} у погледу {\displaystyle x} се означава са {\displaystyle {\partial z} \over {\partial x}.} Пошто су парцијални деривати генерално функције истих променљивих као и оригиналне функције, та функционална зависност се понекад експлицитно уврштава у нотацију, као у
{\displaystyle f_{x}(x,y,...),\ {\frac {\partial f}{\partial x}}(x,y,...).}
Симбол који се користи за означавање парцијалних деривата је ∂. Једна од првих познатих употреба тог симбола у математици је присутна у раду Маркиза де Кордосета и 1770, где га је он користио за парцијалне изводе. Модерна нотација парцијалних извода потиче од Адријен-Мари Лежандра (1786), мада ју је он касније напустио; Карл Густав Јакоб Јакоби је поново увео симбол 1841. године.

## Дефиниција
Као и обични деривати, парцијални дериват је дефинисан као лимит. Нека је U отворени подскуп од {\displaystyle \mathbb {R} ^{n}} и {\displaystyle f:U\to \mathbb {R} } функција. Парцијални дериват од f у тачки  {\displaystyle \mathbf {a} =(a_{1},\ldots ,a_{n})\in U} у односу на -ту променљиву  је дефинисан као
{\displaystyle {\begin{aligned}{\frac {\partial }{\partial x_{i}}}f(\mathbf {a} )&=\lim _{h\to 0}{\frac {f(a_{1},\ldots ,a_{i-1},a_{i}+h,a_{i+1},\ldots ,a_{n})-f(a_{1},\ldots ,a_{i},\dots ,a_{n})}{h}}\\&=\lim _{h\to 0}{\frac {f(\mathbf {a} +h\mathbf {e_{i}} )-f(\mathbf {a} )}{h}}\end{aligned}}}
Чак и ако сви парцијални деривати  постоје у датој тачки a, функција не мора тамо бити континуирана. Међутим, ако сви парцијални деривати постоје у околини a и тамо су континуирани, тада је f потпуно диференцијабилна у том суседству и тотални извод је континуиран. У овом случају се каже да је f функција . Ово се може користити за генерализацију за векторске функције, {\displaystyle f:U\to \mathbb {R} ^{m}}, пажљиво користећи компонентни аргумент.
Парцијални дериват {\displaystyle {\frac {\partial f}{\partial x}}} се може посматрати као још једна дефинисана функција на U и опет се може парцијално диференцирати. Ако су сви мешовити парцијални изводи другог реда континуирани у тачки (или на скупу), f се у тој тачки (или на том скупу) назива 2 функција; у овом случају се парцијални деривати могу заменити Клајраутовом теоремом:
{\displaystyle {\frac {\partial ^{2}f}{\partial x_{i}\partial x_{j}}}={\frac {\partial ^{2}f}{\partial x_{j}\partial x_{i}}}.}

## Нотација
За следеће примере, нека је {\displaystyle f} функција у {\displaystyle x,y} и {\displaystyle z}.
Парцијални деривати првог реда:
{\displaystyle {\frac {\partial f}{\partial x}}=f_{x}=\partial _{x}f.}
Парцијални деривати другог реда:
{\displaystyle {\frac {\partial ^{2}f}{\partial x^{2}}}=f_{xx}=\partial _{xx}f=\partial _{x}^{2}f.}
Мешовити деривати другог реда:
{\displaystyle {\frac {\partial ^{2}f}{\partial y\,\partial x}}={\frac {\partial }{\partial y}}\left({\frac {\partial f}{\partial x}}\right)=(f_{x})_{y}=f_{xy}=\partial _{yx}f=\partial _{y}\partial _{x}f.}
Парцијални и виши деривати вишег реда:
{\displaystyle {\frac {\partial ^{i+j+k}f}{\partial x^{i}\partial y^{j}\partial z^{k}}}=f^{(i,j,k)}=\partial _{x}^{i}\partial _{y}^{j}\partial _{z}^{k}f.}
Када се ради о функцијама више променљивих, неке од ових променљивих могу бити повезане једна с другом, те ће можда бити потребно да се експлицитно наведе које се променљиве држе константним како би се избегла нејасноћа. У пољима као што је статистичка механика, парцијални дериват од {\displaystyle f} у односу на {\displaystyle x}, држећи {\displaystyle y} и {\displaystyle z} константним, често се изражава као
{\displaystyle \left({\frac {\partial f}{\partial x}}\right)_{y,z}.}
Консеквентно, ради јасноће и једноставности записа, парцијални дериват функције и вредност функције у одређеној тачки су повезани тако што укључују аргументе функције када се користи симбол парцијалног деривата (Лајбницов запис). Дакле, израз попут
{\displaystyle {\frac {\partial f(x,y,z)}{\partial x}}}
се користи за функцију, док се
{\displaystyle {\frac {\partial f(u,v,w)}{\partial u}}}
може користити за вредност функције у тачки {\displaystyle (x,y,z)=(u,v,w)}. Међутим, ова конвенција се не користи када се жели да се процени парцијални дериват у тачки попут {\displaystyle (x,y,z)=(17,u+v,v^{2})}. У таквом случају, вредновање функције мора бити изражено на незграпан начин као
{\displaystyle {\frac {\partial f(x,y,z)}{\partial x}}(17,u+v,v^{2})}
или
{\displaystyle \left.{\frac {\partial f(x,y,z)}{\partial x}}\right|_{(x,y,z)=(17,u+v,v^{2})}}
како би се користио Лајбницов запис. Стога, у овим случајевима, може да буде пожељније да се користи Ојлеров диференцијални запис оператора са {\displaystyle D_{i}} као симбол парцијалног извода у односу на -ту променљиву. На пример, могло би се написати {\displaystyle D_{1}f(17,u+v,v^{2})} за горе описани пример, док израз {\displaystyle D_{1}f} представља функцију парцијалног извода у односу на прву променљиву.
За парцијалне деривате вишег реда, парцијални дериват (функција) од {\displaystyle D_{i}f} у односу на -ту променљиву означена је са {\displaystyle D_{j}(D_{i}f)=D_{i,j}f}. Стога је, {\displaystyle D_{j}\circ D_{i}=D_{i,j}}, тако да су променљиве наведене по редоследу узимања деривата, и отуда обрнутим редоследом од тога како се обично бележи композиција оператора. Наравно, Клајраутова теорема имплицира да је {\displaystyle D_{i,j}=D_{j,i}} докле год су задовољени релативно благи услови регуларности на f.

## Градијент
Важан пример функције више променљивих је случај функције скаларне вредности  на домену у Еуклидском простору {\displaystyle \mathbb {R} ^{n}} (нпр. на {\displaystyle \mathbb {R} ^{2}} или {\displaystyle \mathbb {R} ^{3}}). У овом случају f има парцијални дериват  у односу на сваку променљиву . У тачки a, ови парцијални деривати дефинишу вектор
{\displaystyle \nabla f(a)=\left({\frac {\partial f}{\partial x_{1}}}(a),\ldots ,{\frac {\partial f}{\partial x_{n}}}(a)\right).}
Овај вектор се назива градијент од f у a. Ако је f диференцијабилно у свакој тачки у неком домену, онда је градијент векторски-вредносна функција ∇f која води тачку a у вектор ∇f(a). Сходно томе, градијент производи векторско поље.
Уобичајена злоупотреба записа је дефинисање дел оператора (∇) на следећи начин у тродимензионалном Еуклидском простору {\displaystyle \mathbb {R} ^{3}} са јединичним векторима {\displaystyle {\hat {\mathbf {i} }},{\hat {\mathbf {j} }},{\hat {\mathbf {k} }}}:
{\displaystyle \nabla =\left[{\frac {\partial }{\partial x}}\right]{\hat {\mathbf {i} }}+\left[{\frac {\partial }{\partial y}}\right]{\hat {\mathbf {j} }}+\left[{\frac {\partial }{\partial z}}\right]{\hat {\mathbf {k} }}}
Или, уопштеније, за n-димензионални Еуклидски простор {\displaystyle \mathbb {R} ^{n}} са координатама {\displaystyle x_{1},\ldots ,x_{n}} и јединичним векторима {\displaystyle {\hat {\mathbf {e} }}_{1},\ldots ,{\hat {\mathbf {e} }}_{n}}:
{\displaystyle \nabla =\sum _{j=1}^{n}\left[{\frac {\partial }{\partial x_{j}}}\right]{\hat {\mathbf {e} }}_{j}=\left[{\frac {\partial }{\partial x_{1}}}\right]{\hat {\mathbf {e} }}_{1}+\left[{\frac {\partial }{\partial x_{2}}}\right]{\hat {\mathbf {e} }}_{2}+\dots +\left[{\frac {\partial }{\partial x_{n}}}\right]{\hat {\mathbf {e} }}_{n}}

## Дирекциони дериват
Дирекциони дериват скаларне функције
{\displaystyle f(\mathbf {x} )=f(x_{1},x_{2},\ldots ,x_{n})}
дуж вектора
{\displaystyle \mathbf {v} =(v_{1},\ldots ,v_{n})}
је функција {\displaystyle \nabla _{\mathbf {v} }{f}} дефинисана помоћу лимита
{\displaystyle \nabla _{\mathbf {v} }{f}(\mathbf {x} )=\lim _{h\to 0}{\frac {f(\mathbf {x} +h\mathbf {v} )-f(\mathbf {x} )}{h}}.}
Ова дефиниција важи у широком спектру контекста, на пример где је норма вектора (а самим тим и јединични вектор) недефинисана.

## Пример
Претпоставимо да је f функција више од једне променљиве. На пример,
{\displaystyle z=f(x,y)=x^{2}+xy+y^{2}}.
Графикон ове функције дефинише површину у Еуклидовом простору. За сваку тачку на овој површини постоји бесконачан број тангентних линија. Парцијална диференцијација је чин одабира једне од ових линија и проналажења њеног нагиба. Обично су најзанимљивије линије оне које су паралелне са {\displaystyle xz}-равни, и оне које су паралелне са из {\displaystyle yz}-равни (које резултирају из држања {\displaystyle y} или {\displaystyle x} константним).
Да би се пронашао нагиб линије која је тангентна на функцију у {\displaystyle P(1,1)} и паралелна са {\displaystyle xz}-равни, {\displaystyle y} се третира као константа. Графикон и ова раван су приказани десно. У наставку се види како функција изгледа у равни {\displaystyle y=1}. Проналажењем деривата једначине уз претпоставку да је {\displaystyle y} константа, открива се да је нагиб {\displaystyle f} у тачки {\displaystyle (x,y)}:
{\displaystyle {\frac {\partial z}{\partial x}}=2x+y}.
Дакле, у {\displaystyle (1,1)}, заменом, нагиб је 3. Због тога,
{\displaystyle {\frac {\partial z}{\partial x}}=3}
у тачки {\displaystyle (1,1)}. То јест, парцијални дериват {\displaystyle z} у односу на {\displaystyle x} у {\displaystyle (1,1)} је 3, као што је приказано на графикону.
Функција f се може поново тумачити као породица функција једне променљиве индексиране другим променљивама:
{\displaystyle f(x,y)=f_{y}(x)=x^{2}+xy+y^{2}.}
Другим речима, свака вредност y дефинише функцију, означену са fy , која је функција једне променљиве x. То јест,
{\displaystyle f_{y}(x)=x^{2}+xy+y^{2}.}
У овом одељку ознака индекса fy означава функцију зависну од фиксне вредности y, а не делимичан дериват.
Када се изабере вредност y, рецимо a, онда f(x,y) одређује функцију  која прати криву  на {\displaystyle xz}-равни:
{\displaystyle f_{a}(x)=x^{2}+ax+a^{2}}.
У овом изразу, a је константа, а не променљива, те је  функција само једне реалне променљиве, која је x. Сходно томе, примењује се дефиниција деривата за функцију једне променљиве:
{\displaystyle f_{a}'(x)=2x+a}.
Горе наведени поступак се може извести за било који избор a. Склапање деривата заједно у функцију даје функцију која описује варијацију f у смеру x:
{\displaystyle {\frac {\partial f}{\partial x}}(x,y)=2x+y.}
Ово је парцијални извод f у односу на x. Овде је ∂ заокружено d који се назива симбол парцијалног извода; да би се разликовао од слова d, ∂ се понекад изговара као „парцијал“.

## Парцијални изводи вишег реда
Парцијални деривати другог и вишег реда су дефинисани аналогно дериватима вишег реда униваријантних функција. За функцију {\displaystyle f(x,y,...)} „сопствени” други парцијални дериват у односу на то x је једноставно парцијални дериват парцијалног деривата (обе у односу на x):‍:316–318
{\displaystyle {\frac {\partial ^{2}f}{\partial x^{2}}}\equiv \partial {\frac {\partial f/\partial x}{\partial x}}\equiv {\frac {\partial f_{x}}{\partial x}}\equiv f_{xx}.}
Укрштена парцијална деривација у односу на x и y добија се узимањем парцијалног извода од f у односу на x, а затим се узима парцијални извод резултата у односу на y, да би се добило
{\displaystyle {\frac {\partial ^{2}f}{\partial y\,\partial x}}\equiv \partial {\frac {\partial f/\partial x}{\partial y}}\equiv {\frac {\partial f_{x}}{\partial y}}\equiv f_{xy}.}
Шварцова теорема наводи да ако су други деривати континуирани, на израз за унакрсну парцијалну деривацију нема утицаја по којој варијабли се парцијална деривација прво врши. Другим речима,
{\displaystyle {\frac {\partial ^{2}f}{\partial x\,\partial y}}={\frac {\partial ^{2}f}{\partial y\,\partial x}}}
или еквивалентно {\displaystyle f_{yx}=f_{xy}.}
Сопствени и унакрсни парцијални деривати појављују се у Хесовој матрици која се користи у условима другог реда у проблемима оптимизације.